# Ermida de Santa Clara
A Ermida de Santa Clara é uma ermida situada no município de Vidigueira, em Portugal. O edifício atual foi construído entre 1540 e 1555, sobre as ruínas de uma capela do século XIV. A construção foi iniciativa de Francisco da Gama, 2º Conde da Vidigueira, e da sua mulher Guiomar de Vilhena. Em 1974 foi classificada como imóvel de interesse público.